# Tallmantz Phoenix P-1
Il Tallmantz Phoenix P-1 era un monomotore ad ala alta realizzato dall'azienda statunitense Tallmantz Aviation Inc. negli anni sessanta e destinato ad essere utilizzato come aereo immaginario nel film drammatico Il volo della fenice (The Flight of the Phoenix) diretto da Robert Aldrich nel 1965.
Il velivolo rimase distrutto durante una sequenza di volo, causando la morte del suo pilota Paul Mantz, prima del completamento del film costringendo la produzione a richiedere un altro velivolo, un North American O-47A modificato, per completare le riprese.

## Storia del progetto
Tra la fine del 1964 ed i primi mesi del 1965 la Tallmantz Aviation Inc., una piccola azienda aeronautica con sede nella Contea di Orange in California, venne contattata dalla casa di produzione cinematografica 20th Century Fox per supervisionare le sequenze aeree e dare supporto tecnico nella realizzazione del loro film Il volo della fenice di prossima uscita. Paul Mantz e Frank Tallman, i proprietari della Tallmantz Aviation, erano noti piloti acrobatici e stuntman ma per aumentare la verosimiglianza delle sequenze contattarono Otto Timm, un ingegnere e progettista aeronautico altamente rispettato, proponendogli un contratto di collaborazione per creare un nuovo velivolo atto allo scopo.
Timm, a seguito della trama del film, progettò un velivolo ibrido utilizzando parti cannibalizzate da una serie di aeromobili diversi per assomigliare al relitto del Fairchild C-82 Packet, velivolo attorno al quale la vicenda si sviluppa a causa di un atterraggio di fortuna dovuto ad una tempesta di sabbia in pieno deserto.
Il modello, che assunse la designazione "Tallmantz Phoenix P-1", era composto da:
- North American T-6 Texan - motore, cappottatura NACA, elica, ruote del carrello d'atterraggio e controlli della cabina di pilotaggio
- Beechcraft C-45 Expeditor - semiali
- North American L-17 Navion - ruotino d'appoggio di coda.
- fusoliera, radici alari e slitte del carrello d'atterraggio di disegno e produzione Tallmantz.

Lo stabilimento Tallmantz, situato nei pressi di Santa Ana, realizzò una fusoliera con cabina di pilotaggio aperta costituita da una struttura tubolare in acciaio circondata da cornici circolari in legno rivestita in compensato. I pattini vennero costruiti in acciaio mentre il filo di rinforzo, realizzato con corda per stendere la biancheria, venne aggiunto per dare un aspetto volutamente "fragile". Anche se dotato di ruote per facilitare la fase di decollo, queste vennero mimetizzate nella fase finale di montaggio del film in modo da far sembrare che il velivolo fosse equipaggiato solamente con dei pattini.
La costruzione del velivolo fu completata il 14 giugno 1965 e presentato alle autorità della Federal Aviation Administration (FAA) che dopo l'ispezione emise un certificato di aeronavigabilità per velivoli sperimentali assegnandogli la registrazione N93082.
Un secondo "Phoenix", modello non destinato al volo, venne costruito per poter effettuare le riprese a terra utilizzando le componenti di un Fairchild R4Q-1 Flying Boxcar (la versione del C-119C destinata all'United States Marine Corps) ed assemblato per essere il più possibile simile al P-1.
Il 29 giugno successivo il Phoenix, dopo i primi due tentativi di decollo abortiti, venne portato in volo per la prima volta dall'Aeroporto Internazionale di Yuma con Paul Mantz ai comandi. Mantz, dopo essere atterrato, dichiarò che il velivolo tendeva ad abbassare il naso a bassa velocità ma che le impressioni generali erano buone ed il problema poteva essere facilmente risolto appesantendo la coda. In realtà, in una riunione tecnica con i suoi collaboratori, si espresse più pessimisticamente ammettendo che ai comandi il P-1 risultava pesante da governare ma che era ugualmente soddisfatto per essere riuscito a portarlo in volo.

## Tecnica
Il Phoenix P-1 era un velivolo dall'impostazione convenzionale, monomotore monoplano ad ala alta e carrello fisso, e dall'aspetto, per esigenze sceniche, volutamente raffazzonato e superficiale.
La fusoliera, a sezione circolare, era realizzata con una struttura in tubi d'acciaio saldati sulla quale erano applicate delle cornici circolari in legno sagomato, il tutto ricoperto da pannelli in compensato. Presentava un unico abitacolo aperto protetto da un parabrezza. Posteriormente terminava in un impennaggio cruciforme monoderiva caratterizzato dai piani orizzontali a sbalzo ed un prolungamento dell'elemento verticale sotto la coda che integrava anche il ruotino d'appoggio posteriore del carrello.
La configurazione alare, la stessa del Beechcraft Model 18, era monoplana ed a pianta trapezoidale rastremata e raccordata all'estremità alare, montata alta sulla fusoliera e caratterizzata dalla presenza di alettoni ed ipersostentatori posizionati sul bordo d'uscita.
Il carrello d'atterraggio era un semplice biciclo anteriore fisso, costituito da una struttura metallica non ammortizzata che collegava la parte ventrale anteriore della fusoliera ad una coppia di ruote integrate in pattini in acciaio, ed integrato posteriormente da un ruotino d'appoggio.

## Impiego operativo
Le riprese degli esterni vennero effettuate nella Buttercup Valley, una zona desertica situata a circa 32 km (20 mi) dalla città di Yuma, in Arizona.
Il velivolo rimase distrutto nel volo dell'8 luglio 1965 quando in una ripresa a volo radente, a causa di un accidentale contatto del carrello con il terreno mentre viaggiava a 145 km/h (90 mph), il P-1 si spezzò all'altezza del bordo di uscita alare capottando con tutta la parte anteriore. Nell'incidente rimase ucciso Paul Mantz, che ne era ai comandi mentre il suo co-pilota Bobby Rose riportò ferite gravi.

## Utilizzatori
Stati Uniti
- 20th Century Fox

## Curiosità
Nelle varie scene girate si può notare, prestando attenzione, la differenza tra il modello statico e quello destinato al volo da alcuni particolari, i più evidenti riguardanti la forma della pianta alare, nel modello statico con una rastremazione meno evidente, e nella struttura del carrello, che nel modello statico si vede realizzata con barre in acciaio strutturale.